# Première Ligue
Pour les articles homonymes, voir Premier League.
Première Ligue est un syndicat patronal représentant les clubs de Ligue 1 dans les instances du football professionnel. Créé le 1er septembre 2016 à Paris par 19 présidents de Ligue 1, le syndicat est présidé par Bernard Caïazzo, président de l'AS Saint-Étienne, assisté de quatre vice-présidents : Jean-Michel Aulas (Olympique lyonnais), Nasser Al-Khelaïfi (Paris Saint-Germain Football Club), Jean-Louis Triaud (Girondins de Bordeaux) et Saïd Chabane (Angers SCO). En 2021, Première Ligue et l'Union des clubs professionnels de football (UCPF) fusionnent pour créer le syndicat Foot Unis.

## Membres
Pour la saison 2015-2016, Première Ligue comprend les 19 clubs membres de la Ligue 1 sauf l'En Avant de Guingamp.
| Clubs membres de Première Ligue (2015-2016) |
| ------------------------------------------- |
| Angers SCO                                  |
| AS Monaco                                   |
| AS Saint-Étienne                            |
| Espérance sportive Troyes Aube Champagne    |
| FC Lorient                                  |
| FC Nantes                                   |
| Gazélec Football Club Ajaccio               |
| Girondins de Bordeaux                       |
| LOSC Lille                                  |
| Montpellier HSC                             |
| OGC Nice                                    |
| Olympique lyonnais                          |
| Olympique de Marseille                      |
| Paris Saint-Germain Football Club           |
| SC Bastia                                   |
| SM Caen                                     |
| Stade de Reims                              |
| Stade rennais football club                 |
| Toulouse FC                                 |

## Gouvernance
Composition du bureau de Première Ligue :
- Bernard Caïazzo (AS Saint-Étienne), Président
  - Jean-Michel Aulas (Olympique lyonnais), Vice-président
  - Nasser Al-Khelaïfi (Paris Saint-Germain), Vice-président
  - Jean-Louis Triaud (FC Girondins de Bordeaux), Vice-président
  - Saïd Chabane (Angers SCO), Vice-président
    - Michel Seydoux (LOSC Lille), Secrétaire
      - Olivier Sadran (Toulouse Football Club), Secrétaire adjoint

    - Jean-Pierre Caillot (Stade de Reims), Trésorier
      - Jean-Pierre Rivère (OGC Nice), Trésorier adjoint

## Missions
Le syndicat Première Ligue identifie 7 missions pour réformer le football français :
1. Moderniser le football professionnel français dans le respect des institutions et de leurs représentants.
2. Réformer sa gouvernance, son organisation et ses structures.
3. Imaginer et construire un modèle français de développement économique des clubs, capable de faire face à la concurrence européenne.
4. Organiser la réflexion avec l’ensemble des composantes du football sans exclusion (clubs, institutions, partenaires, supporters, médias).
5. Déterminer les conditions d’un jeu plus spectaculaire et plus attractif dans les stades.
6. Créer les modalités d’un meilleur service à l’attention du public.
7. Conserver le principe de solidarité économique avec les clubs de Ligue 2.

## Histoire
Créée en août 2015 par 19 des 20 clubs de Ligue 1, membres de l'Union des clubs professionnels de football (UCPF), Première Ligue a été nommé « organe représentatif des clubs au Conseil d'administration de la Ligue professionnel, à la place de l'UCPF » en septembre de la même année.